# Agua Fría, Chilapa de Álvarez
Agua Fría är en ort i Mexiko.   Den ligger i kommunen Chilapa de Álvarez och delstaten Guerrero, i den södra delen av landet, 210 km söder om huvudstaden Mexico City. Agua Fría ligger 1 705 meter över havet och antalet invånare är 427.
Terrängen runt Agua Fría är kuperad. Runt Agua Fría är det ganska glesbefolkat, med 39 invånare per kvadratkilometer. Närmaste större samhälle är Chilapa de Alvarez, 6,9 km norr om Agua Fría. Omgivningarna runt Agua Fría är en mosaik av jordbruksmark och naturlig växtlighet.